# سلاوا استپانیان
سلاوا (اسلاویک) آشوتی استپانیان (ارمنی: Սլավա (Սլավիկ) Աշոտի Ստեփանյան زاده ۳ مهٔ ۱۹۶۲) یک بازیگر، کارگردان تئاتر و نمایشنامه‌نویس اهل ارمنستان است. 

## زندگی‌نامه
وی در ۳ مه ۱۹۶۲ در جانفیدا به دنیا آمد و از آکادمی دولتی هنرهای زیبای ارمنستان فارغ‌التحصیل شد. وی همچنین برندهٔ جوایزی همچون مدال طلای وزارت فرهنگ جمهوری ارمنستان شده‌است.